# Ibara
Ibara (井原市?) è una città giapponese della prefettura di Okayama.